# Михайлове (Семенівський район)
Ми́хайлове — колишнє село в Україні, у Семенівському районі Чернігівської області. Орган місцевого самоврядування — Хотіївська сільська рада.

## Історія
18 червня 2013 року тринадцята сесія Чернігівської обласної ради затвердила рішення про зняття з обліку села.